# چال گوراب (اندیکا)
چال گوراب، روستایی از توابع بخش چلو شهرستان اندیکا در استان خوزستان ایران است.	

## جمعیت
این روستا در دهستان چلو قرار دارد و براساس سرشماری مرکز آمار ایران در سال ۱۳۸۵، جمعیت آن زیر سه خانوار بوده‌است.